# Zorita de los Canes
Zorita de los Canes – gmina w Hiszpanii, w prowincji Guadalajara, w Kastylii-La Mancha, o powierzchni 20,23 km². W 2011 roku gmina liczyła 98 mieszkańców.